# FIG体操ワールドカップ
FIG体操ワールドカップ（FIGたいそうワールドカップ、FIG Artistic Gymnastics World Cup）は、国際体操連盟 (FIG) 主催で1975年より開催されている体操競技の上位選手による国際大会である。個人総合と種目別で争われ、すべての大会で少数の優秀競技者はガーラと呼ばれるエキシビションを最後に実施する。
当時、世界体操競技選手権が4年ごとに開催されていたため、それとオリンピックの間を縫って変則的に行われるようになった。
これは1990年まで続いていたが、1997年からFIGの国際大会スケジュールが変更され、偶数年はワールドカップ決勝、奇数年は世界選手権が開催されるようになった。
2008年5月にケープタウンで行われたFIG総会で、2009年1月を以ってワールドカップ決勝を廃止することになった。

## 開催記録
|    | 開催年 | 開催場所           | 国名           |
| -- | ------ | ------------------ | -------------- |
| 1  | 1975年 | ロンドン           | イギリス       |
| 2  | 1977年 | オビエド           | スペイン       |
| 3  | 1978年 | サンパウロ         | ブラジル       |
| 4  | 1979年 | 東京               | 日本           |
| 5  | 1980年 | トロント           | カナダ         |
| 6  | 1982年 | ザグレブ           | ユーゴスラビア |
| 7  | 1986年 | 北京               | 中国           |
| 8  | 1990年 | ブリュッセル       | ベルギー       |
| 9  | 1998年 | 鯖江               | 日本           |
| 10 | 2000年 | グラスゴー         | イギリス       |
| 11 | 2002年 | シュトゥットガルト | ドイツ         |
| 12 | 2004年 | バーミンガム       | イギリス       |
| 13 | 2006年 | サンパウロ         | ブラジル       |
| 14 | 2008年 | マドリード         | スペイン       |